# ان‌جی‌سی ۳۱۵
ان‌جی‌سی ۳۱۵ (انگلیسی: NGC 315) نام یک کهکشان در صورت فلکی ماهی است.